# Eudontomyzon
Eudontomyzon è un genere di lamprede appartenenti alla famiglia Petromyzontidae.

## Distribuzione e habitat

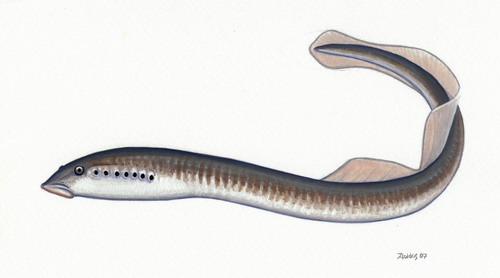
Eudontomyzon mariae

Ad eccezione di Eudontomyzon morii, diffusa nelle acque coreane, tutte le specie del genere sono endemiche dell'Europa orientale: Balcani, Danubio e fiumi della Russia europea, dove vivono solamente in acqua dolce senza mai scendere al mare. Sono tipiche soprattutto degli alti corsi dei fiumi, con veloce corrente e fondi sabbiosi o ghiaiosi.

## Descrizione
Come le altre specie della famiglia presentano un corpo allungato, anguilliforme, a sezione cilindrica. La testa è più grossa, con una fila di aperture branchiali tondeggianti ai lati e una bocca a ventosa rivolta verso il basso, provvista di piccoli denti acuminati. La pinna dorsale è arretrata, bassa, collegata a quella caudale e alla pinna anale. La livra è semplice e presenta ventre bianco argenteo con fianchi e dorso che variano dal bruno al grigio argenteo, finemente chiazzato di bruno, secondo la specie. 

Le dimensioni variano dai 16 ai 30 cm, secondo la specie.

## Specie
- Eudontomyzon danfordi
- Eudontomyzon graecus
- Eudontomyzon hellenicus
- Eudontomyzon mariae
- Eudontomyzon morii
- Eudontomyzon stankokaramani
- Eudontomyzon vladykovi